# Baggao
Baggao è una municipalità di prima classe delle Filippine, situata nella Provincia di Cagayan, nella Regione della Valle di Cagayan.
Baggao è formata da 48 baranggay:
- Adaoag
- Agaman (Proper)
- Agaman Norte
- Agaman Sur
- Alba
- Annayatan
- Asassi
- Asinga-Via
- Awallan
- Bacagan
- Bagunot
- Barsat East
- Barsat West
- Bitag Grande
- Bitag Pequeño
- Bunugan
- C. Verzosa (Valley Cove)
- Canagatan
- Carupian
- Catugay
- Dabbac Grande
- Dalin
- Dalla
- Hacienda Intal

- Ibulo
- Imurong
- J. Pallagao
- Lasilat
- Mabini
- Masical
- Mocag
- Nangalinan
- Poblacion (Centro)
- Remus
- San Antonio
- San Francisco
- San Isidro
- San Jose
- San Miguel
- San Vicente
- Santa Margarita
- Santor
- Taguing
- Taguntungan
- Tallang
- Taytay
- Temblique
- Tungel